# Mittelmeer-Rundfahrt 2009
Die 36. Mittelmeer-Rundfahrt ist ein Rad-Etappenrennen, dass vom 11. bis zum 15. Februar 2009 stattfand. Es wurde in sechs Etappen über eine Distanz von 713 Kilometern ausgetragen. Es ist Teil der UCI Europe Tour 2009 und dort in die Kategorie 2.1 eingestuft.

## Teilnehmende Teams
- Caisse d’Epargne
- ag2r La Mondiale
- Agritubel
- Besson Chaussures-Sojasun
- Bouygues Télécom
- Bretagne-Schuller
- Cofidis, Le Crédit en Ligne
- Française des Jeux
- Roubaix Lille Métropole
- Skil-Shimano
- Vacansoleil
- Acqua & Sapone-Caffè Mokambo
- Calzatura Marche
- Ceramica Flaminia
- Team Barloworld
- Garmin-Slipstream

## Etappen
| Etappe    | Tag         | Start – Ziel            | km       | Etappensieger        | Führender            |
| --------- | ----------- | ----------------------- | -------- | -------------------- | -------------------- |
| 1. Etappe | 11. Februar | Béziers – Narbonne      | 100      | Jauheni Hutarowitsch | Jauheni Hutarowitsch |
| 2. Etappe | 11. Februar | Narbonne – Gruissan     | 25 (MZF) | Caisse d’Epargne     | Luis León Sánchez    |
| 3. Etappe | 12. Februar | Maubec – Istres         | 108      | Kevyn Ista           | José Iván Gutiérrez  |
| 4. Etappe | 13. Februar | Gréasque – Bouc-Bel-Air | 155      | Robert Hunter        | Luis León Sánchez    |
| 5. Etappe | 14. Februar | Brignoles – Marseille   | 160      | Jauheni Hutarowitsch | Luis León Sánchez    |
| 6. Etappe | 15. Februar | Nizza – Toulon          | 165      | David Moncoutié      | Luis León Sánchez    |